# Голубівка (річка)
Яцунка, Голубівка (в окремих частинах басейну також Гапониха та Бичиха) — річка в Україні, в межах Бахмацького району Чернігівської області. Права притока Ромна (басейн Дніпра). На річці Яцунка розташовано старовинне козацьке містечко Голінка. До 19 століття поширеною назвою річки була Голубівка.
Історична назви річки — Зарукавна.

## Опис
Довжина Яцунки 12 кілометрів, похил річки — 1,7 м/км, площа басейну 60,9 км². Заплава на всій протяжності двобічна, є торфовища. Річище випрямлене, є каналом осушувальної системи. Ширина річища у загачених ділянках до 100 м, глибина — від 0,5 до 2,0 м. Розчленована загатами у 4-5 місцях, найбільше плесо — в межах села Голінка.

## Розташування
Яцунка бере початок на північ від села Григорівка — в районі траси Бахмач-Ромни. Далі тече на схід до села Голінка. На території Голінки тече частково на північ, впадає у річку Ромен на околиці кутка Голубівка, випростовуючись на схід.
У селі Голінка споруджено через Яцунку один міст (1952 рік) та дві гаті: в районі кутка Хільківка та Ріпиного хутора. До середини 1960-тих Яцунка розливалася на великі території, засаджені городиною, але тепер розпалася на два великих плеса — Яцунка та Гапониха, а також до десятка заболочених водойм у напрямку до села Григорівка. У гирлі розпадається на окремі струмочки, які збираються у так званій меліорації.
Природні піщані пляжі заболочені та поросли очеретом. Кількість риби, через хронічні загати, зменшилася до мінімуму.
Живлення — підземне, дощове, навесні снігове. Вода середньої прозорості, восени світлішає.